# 김나열
김나열(金羅烈, 1907.4.16~2003.11.1)은 독립운동가이다. 1921년 11월 14일 전라남도 목포 정명여학교앞에서 학우들과 함께 만세운동을 시작하여 1921년 11월 미국 워싱턴 군비감축회의에 조선민족대표자가 참석하여 조선의 독립 문제를 상정을 촉구해야한다는 사실을 알렸다. 대한제국기를 들고 학교 정문부터 목포시가로 향한 행진에 시민들이 합류하여 인파가 커졌고 일본제국의 경찰은 이 날 수십명을 체포하였다. 1922년 3월 11일 대구복심법원에서 1919년 제령 7호 정치에 관한 범죄처벌의 건 위반으로 징역 6월을 선고받고 대구형무소에서 옥고를 치렀다. 2012년 67주년 광복절을 기념한 정부포상을 받는 198명에 이례적으로 보훈처가 직접 공적을 발굴해 포함되어 대통령 표창을 받았다.